# Baronia de Vostitza
Baronia ou Baronato de Vostitza ou Vostitsa foi um feudo latino medieval do Principado da Acaia, situado na costa norte da península do Peloponeso, na Grécia, que esteve centrado na cidade de Vostitza (em grego: Βοστίτζα; em francês: La Vostice; em italiano: Lagostica), a moderna Égio.

## História
A Baronia de Vostitza foi estabelecida ca. 1209, após a conquista do Peloponeso pelos cruzados, e foi uma das doze baronias seculares dentro do Principado da Acaia. A baronia, com oito feudos de cavaleiros anexados a ela, foi concedida a Hugo I de Charpigny. A origem e nome da família é incerto, devido a diferentes atestações de seu nome na fonte principal, as várias versões da Crônica da Moreia. A versão grega forneceu seu nome como "de Lele", que foi comumente interpretado como sendo uma corruptela de "de Lila", e alega que adotou o sobrenome "de Charpigny" mais adiante; enquanto a versão aragonesa da crônica menciona que o primeiro barão foi Guido, que Hugo foi seu filho, chamado Cerpini devido a vila grega onde nasceu (que alguns editores identificam com Cerpini), e "Lelo" foi o nome de uma fortaleza construída nos domínios da família na Lacônia (possivelmente Elos); para complicar ainda mais, o topônimo "Charpigny" não é atestado na França contemporânea.
Com o estabelecimento da província bizantina de Mistras nos anos 1260, e as guerras subsequentes que levaram a invasão de boa parte do Peloponeso pelos gregos bizantinos, por ca. 1320 Vostitza, junto com Chalandrítsa e Patras, foram as únicas das 12 baronias originais que ainda estavam sob controle dos latinos. Os Charpigny mantiveram a baronia até o começo do século XIV, quando a linha direta masculina extinguiu-se (em algum momento antes de 1316). O príncipe da Acaia, Luís da Borgonha (r. 1313–1316), casou a herdeira da baronia com Dreux de Charny, que também recebeu a baronia da família Nivelet. A história familiar do clã Charpigny-Charny entre 1316 e 1356 é obscura. O irmão de Dreux, Godofredo, é atestado, mas não parece ter sido herdeiro de quaisquer territórios. Contudo, em 1327, uma senhora chamada Inês, filha de certo Godofredo de Charpigny (segundo Karl Hopf, um filho de Hugo II), é mencionada como tomando posse de sua "herança materna", e foi Guilhermina de Charny, a (alegada) filha de Godofredo de Charny, que sucedeu nas duas baronias com seu marido, Filipe de Jonvelle (casada em 1344).
Várias sugestões foram dadas para simplificar a árvore genealógica da família, com Inês sendo a esposa de nome desconhecido de Dreux de Charny, e com Guilhermina como irmã dela. Segundo R.-J. Loenertz, estes problemas genealógicos foi criado por algum lapso na obra História do Império de Constantinopla sob os imperadores franceses de Du Cange, complicado pelo hábito de Hopf de apresentar sua próprias hipóteses (às vezes gratuitas e infundadas) como fatos. Inês de Charpigny, filha e herdeira de Hugo II de Charpigny, seria então esposa de Dreux de Charny, e a mãe da filha dele Guilhermina, a esposa de Filipe de Jonvelle.
Em 1359, os direitos de ambas as baronias foram adquiridos de Guilhermina e Filipe por Maria de Bourbon, que vendeu-os para Nério I Acciaioli em 1363. A baronia foi capturada pela Companhia Navarra ca. 1380, e mantida depois disso. Por 1391, esteve nas mãos de Pedro de São Superano, que tornou-se príncipe da Acaia em 1395. Vostitza agora tornar-se-ia domínio principesco, e com a morte de São Superano passou à nova linha principesca, a Caccaria, até 1428, quando foi perdida para o déspota da Moreia, Teodoro II Paleólogo, que passou-a para seu irmão, o futuro imperador Constantino XI Paleólogo (r. 1449–1453)

## Barões de Vostitza
Segundo A. Bon:
- Hugo I de Charpigny, ca. 1209 – meados do século XIII
- Guido de Charpigny, meados do século XIII – 1295
- Hugo II de Charpigny, 1295 – após 1304/antes 1316
- Filha desconhecida de Hugo II, com seu marido Dreux de Charny, 1316 – desconhecido
- Inês de Charny (?) 1326 – desconhecido
- Guilhermina de Charny, com seu marido Filipe de Jonvelle, antes ca. 1344 – 1359
- Maria de Bourbon, 1359–1363
- Nério I Acciaioli, 1363 – desconhecido (de facto até ca. 1380)
- Pedro de São Superano, before 1391 – 1402
- Maria II Zaccaria, 1402–1404
- Centurião II Zaccaria, 1404–1428